# Bubnowo
Bubnowo (Бубново) – rosyjska wieś (ros. деревня, trb. dieriewnia) na prigorskim osiedlu wiejskim w rejonie smoleńskim (obwód smoleński).

## Geografia
Miejscowość położona jest nad rzeką Nagać, 4 km od drogi federalnej R120 (Orzeł – Briańsk – Smoleńsk – Witebsk), 23 km od drogi magistralnej M1 «Białoruś», 7,5 km od centrum administracyjnego osiedla wiejskiego (Prigorskoje), 15,5 km od Smoleńska, 1,5 km od stacji kolejowej (Tyczinino).
W granicach miejscowości znajdują się ulice: Jużnaja, Nowaja, Parkowaja, Pocztowaja, Sadowaja, Ukołowskaja, Zariecznaja.

## Demografia
W 2010 r. miejscowość zamieszkiwało 385 osób.